# Los modernos
Los modernos: un drama sexual es una película uruguaya de 2016. Dirigida por Mauro Sarser y Marcela Matta, es una comedia dramática protagonizada por el mismo Sarser y Noelia Campo sobre seis treintañeros que deben elegir entre ser padres, realizarse como profesionales y liberarse sexualmente.